# 朝鲜人民军第3军
朝鲜人民军第3军是朝鲜人民军陆军的一个军，组建于1950年，首任军长为金光侠，曾参与朝鲜战争。1953年《朝鲜停战协定》签订时驻守停战线最东部。现隶属于平壤防御司令部，驻扎平壤附近。

## 历任军长
- 金光侠，1951年
- 柳京洙，1951年
- 吴振宇，1957年10月
- 李乙雪，1968年3月
- 李斗益，1972年5月
- 朱道日，1978年
- 张成禹，1996年7月